# Wall Street Mill
Le Wall Street Mill est un ancien bâtiment industriel américain situé dans le comté de San Bernardino, en Californie. Protégé au sein du parc national de Joshua Tree, ce site autrefois destiné au concassage de minerai aurifère est inscrit au Registre national des lieux historiques depuis le 12 novembre 1975.